# Martin Turnovský
Martin Turnovský (Prag, 29. rujna 1928. – 19. svibnja 2021.) je češki dirigent.

## Životopis
Turnovský je rođen u Pragu 29. rujna 1928. godine. Njegov otac je bio u rodu s poznatim dirigentom Georgom Szellom, koji je Turnovskom pomogao u počecima glazbenog obrazovanja i uputio ga u dirigiranje. Budući da je imao židovske korijene, tijekom Drugog svjetskog rata bio je zatvorenik u nacističkom koncentracijskom logoru. Završetkom rata i ponovnim proglašenjem Čehoslovačke, odlazi studirati dirigiranje na Akademiju primijenjenih umjetnosti u Pragu, u klasi prof. Karela Ančerla. Na Međunarodnom natjecanju mladih dirigenata u Besançonu, u Francuskoj 1958., osvojio je prvo mjesto.
Nakon ulaska Čehoslovačke u Varšavski pakt, što je uzrokovalo Praško proljeće, odlazi iz rodne zemlje i imigrira u Austriju. Tek se nakon Baršunaste revolucije 1989. vratio u Prag.
Tijekom 1960-ih Turnovský je radio kao dirigent Simfonijskog orkestra Plzeňskog radija, od 1963. do 1966. Nakon toga, odlazi u Dresden, gdje je dirigent orkestra Staatskapelle Dresden do 1968. godine. Nakon toga bio je šef dirigent Norveške operne kuće (1975. – 1980.), Opere u Bonnu (1979. – 1983.) i Praškog simfonijskog orkestra (1991. – 1995.) 
Tijekom života u Austriji,  Turnovský je ravnao mnogim orkestrima u Europi, Kanadi i SAD-u, među kojima su: Njujorška filharmonija, Clevelandski simfonijski orkestar, Detroitski simfonijski orkestar, Bečki simfonijski orkestar i mnogi drugi.

## Vanjske poveznice
- (engl.) Aryeh Oron. Kolovoz 2005. Martin Turnovský biography. Bach Cantatas Website. Pristupljeno 5. rujna 2006.